# کوستا گرکو
کوستا گرکو (انگلیسی: Cosetta Greco؛ ۸ اکتبر ۱۹۳۰ – ۱۴ ژوئیهٔ ۲۰۰۲) یک هنرپیشه اهل ایتالیا بود. 
از فیلم‌ها یا برنامه‌های تلویزیونی که وی در آن نقش داشته است می‌توان به بی‌نوایان، صدای سکوت اشاره کرد.